# Shatadhanua
Shatadhanwan (en alfabeto AITS: Śatadhanvan) o Shatadhanus fue un rey de la dinastía Mauria.

## Nombre sánscrito y etimología
- śatadhanvan, en el sistema AITS (alfabeto internacional para la transliteración del sánscrito).[1]
- शतधन्वन्, en escritura devanagari del sánscrito.[1]
- Pronunciación:
  - /shatá dhánuan/ en sánscrito[1] o bien
  - /sháta dhánuan/ en varios idiomas modernos de la India (como el hindí, el maratí o el palí).
- Etimología: ‘el que tiene cien arcos[1]
  - shata: ‘cien’
  - dhanwa: ‘arco’.

## Historia
Gobernó entre el 195 y el 187 a. C.
Su nombre no aparece en el Rig-veda (el texto más antiguo de la India, de mediados del II milenio a. C.) ni en el Majabhárata (texto epicorreligioso del siglo III a. C.). Las primeras menciones se encuentran en el Jari-vamsha y en el Visnu-purana (y justamente ayudaron a datar esos dos textos).
Según el Purana, fue el sucesor de Devavarman y reinó durante ocho años.
Durante este tiempo, el imperio perdió algunos de sus territorios debido a invasiones.
Fue sucedido por Brijadratha.